# اس‌ام یوبی-۶۵
اس‌ام یوبی-۶۵ (به انگلیسی: SM UB-65) یک زیردریایی بود که طول آن ۵۵٫۵۲ متر (۱۸۲٫۲ فوت) بود. این زیردریایی در سال ۱۹۱۷ ساخته شد.